# اگر بمانم
«اگر بمانم» (انگلیسی: If I Stay) یک کتاب از گیل فورمن نویسنده آمریکایی است که در سال ۲۰۰۹ منتشر و در سال ۲۰۱۴ نیز یک اقتباس سینمایی از آن تهیه شد.